# Lijst van voetbalinterlands Algerije - Tsjaad
Deze lijst van voetbalinterlands is een overzicht van alle officiële voetbalwedstrijden tussen de nationale teams van Algerije en Tsjaad. De landen hebben tot op heden twee keer tegen elkaar gespeeld. De eerste ontmoeting, een kwalificatiewedstrijd voor de Afrika Cup 2004, was op 11 oktober 2002 in Annaba. Het laatste duel, de returnwedstrijd in dezelfde kwalificatiereeks, werd gespeeld in Ndjamena op 6 juli 2003.

## Wedstrijden
| № | Plaats   | Datum           | Competitie                   | Wedstrijd         | Uitslag |
| - | -------- | --------------- | ---------------------------- | ----------------- | ------- |
| 1 | Annaba   | 11 oktober 2002 | Afrika Cup 2004 kwalificatie | Algerije − Tsjaad | 4 − 1   |
| 2 | Ndjamena | 6 juli 2003     | Afrika Cup 2004 kwalificatie | Tsjaad − Algerije | 0 − 0   |

## Samenvatting
| Competitie              | Totaal gespeeld | Winst Algerije | Gelijk | Winst Tsjaad | Doelsaldo Algerije – Tsjaad |
| ----------------------- | --------------- | -------------- | ------ | ------------ | --------------------------- |
| Afrika Cup-kwalificatie | 2               | 1              | 1      | 0            | 4 − 1                       |
| Totaal                  | 2               | 1              | 1      | 0            | 4 − 1                       |

Wedstrijden bepaald door strafschoppen worden, in lijn met de FIFA, als een gelijkspel gerekend.